# Ząbrsko
Ząbrsko (kaszub. Jezoro Zãbrsczé) – przepływowe jezioro wytopiskowe w Polsce położone w województwie pomorskim, w powiecie gdańskim, w gminie Przywidz na obszarze Pojezierza Kaszubskiego
Według urzędowego spisu opracowanego przez Komisję Nazw Miejscowości i Obiektów Fizjograficznych (KNMiOF) nazwa tego jeziora to Ząbrsko. W różnych publikacjach i na mapach topograficznych jezioro to występuje pod nazwą Małe Ząbrsko lub Jezioro Ząbrowskie bądź też Jezioro Ząbrskie.
Powierzchnia zwierciadła wody według różnych źródeł wynosi od 16,0 ha przez 21,0 ha do 22,2 ha.
Zwierciadło wody położone jest na wysokości 170,3 m n.p.m. lub 171,0 m n.p.m. Średnia głębokość jeziora wynosi 0,9 m, natomiast głębokość maksymalna 2,3 m.
W oparciu o badania przeprowadzone w 1991 roku wody jeziora zaliczono do II klasy czystości.